# Saison 2010 de l'équipe cycliste Roubaix Lille Métropole
La saison 2010 de l'équipe cycliste Roubaix Lille Métropole est la quatrième de cette équipe.

## Préparation de la saison 2010

### Arrivées et départs
| Arrivées            | Équipe 2009        |
| ------------------- | ------------------ |
| Jocelyn Bar         | CC Nogent-sur-Oise |
| Matthieu Boulo      | AC Lanester 56     |
| Benoît Daeninck     | CC Nogent-sur-Oise |
| Renaud Dion         | AG2R La Mondiale   |
| Morgan Kneisky      | Chambéry CF        |
| Clément Lhotellerie | Vacansoleil        |
| Arnaud Molmy        | CC Nogent-sur-Oise |
| Cédric Pineau       | AG2R La Mondiale   |

| Départs          | Équipe 2010              |
| ---------------- | ------------------------ |
| Pierre Cazaux    | La Française des Jeux    |
| Bastien Delrot   | NetApp                   |
| Florian Guillou  | Bretagne-Schuller        |
| Paul Moucheraud  | Charvieu-Chavagneux      |
| Gil Suray        | An Post-Sean Kelly       |
| Fabien Taillefer | Véranda Rideau Sarthe 72 |
| Florian Vachon   | Bretagne-Schuller        |

## Coureurs et encadrement technique

### Effectif
| Cycliste            | Date de naissance | Nationalité | Équipe 2009             |
| ------------------- | ----------------- | ----------- | ----------------------- |
| Jocelyn Bar         | 7 octobre 1988    | France      | CC Nogent-sur-Oise      |
| Matthieu Boulo      | 11 mai 1989       | France      | AC Lanester 56          |
| Benoît Daeninck     | 27 décembre 1981  | France      | CC Nogent-sur-Oise      |
| Renaud Dion         | 6 janvier 1978    | France      | AG2R La Mondiale        |
| Morgan Kneisky      | 31 août 1987      | France      | Chambéry CF             |
| Mickaël Larpe       | 30 août 1985      | France      | Roubaix Lille Métropole |
| Alexandre Lemair    | 25 octobre 1988   | France      | Roubaix Lille Métropole |
| Clément Lhotellerie | 9 mars 1986       | France      | Vacansoleil             |
| Arnaud Molmy        | 7 août 1988       | France      | CC Nogent-sur-Oise      |
| Cédric Pineau       | 8 mai 1985        | France      | AG2R La Mondiale        |
| Steven Tronet       | 14 octobre 1986   | France      | Roubaix Lille Métropole |

## Bilan de la saison

### Victoires

#### Sur route
| Date       | Course                                      | Pays   | Classe | Vainqueur       |
| ---------- | ------------------------------------------- | ------ | ------ | --------------- |
| 06/02/2010 | 4e étape de l'Étoile de Bessèges            | France | 2.1    | Arnaud Molmy    |
| 07/03/2010 | Grand Prix de Lillers-Souvenir Bruno Comini | France | 1.2    | Benoît Daeninck |
| 14/03/2010 | Paris-Troyes                                | France | 1.2    | Cédric Pineau   |
| 27/04/2010 | 3e étape du Tour de Bretagne                | France | 2.2    | Benoît Daeninck |
| 30/04/2010 | 6e étape du Tour de Bretagne                | France | 2.2    | Cédric Pineau   |
| 13/06/2010 | Classement général de la Ronde de l'Oise    | France | 2.2    | Steven Tronet   |

#### En cyclo-cross
| Date       | Course                                       | Pays   | Classe | Vainqueur      |
| ---------- | -------------------------------------------- | ------ | ------ | -------------- |
| 10/01/2010 | Championnat de France de cyclo-cross espoirs | France | CN     | Matthieu Boulo |

#### Sur piste
| Date       | Course                                   | Pays   | Classe | Vainqueur      |
| ---------- | ---------------------------------------- | ------ | ------ | -------------- |
| 09/07/2010 | Championnat de France de course à points | France | CN     | Morgan Kneisky |

### Classement UCI

#### UCI Europe Tour
L'équipe Roubaix Lille Métropole termine à la quinzième place de l'Europe Tour avec 768 points. Ce total est obtenu par l'addition des points des huit meilleurs coureurs de l'équipe au classement individuel,.
| Rang  | Coureur             | Points |
| ----- | ------------------- | ------ |
| 11    | Cédric Pineau       | 341    |
| 48    | Renaud Dion         | 198    |
| 200   | Benoît Daeninck     | 75     |
| 217   | Steven Tronet       | 69     |
| 265   | Arnaud Molmy        | 58     |
| 678   | Morgan Kneisky      | 15     |
| 896   | Clément Lhotellerie | 8      |
| 1 113 | Matthieu Boulo      | 4      |